# Jakob Hölscher

Werbeanzeige des Sohnes Ferdinand Hölscher von 1889

Jakob Hölscher (Hoelscher), (* 8. Oktober 1798 in Koblenz; † 1. November 1862 ebenda) war ein Buchhändler und Verleger in Koblenz. Er wurde in eine Buchhändler- und Verlegerdynastie hineingeboren. Seine Eltern waren der Buchhändler Hermann Joseph Hölscher (1765–1824) und dessen Ehefrau Maria Salome, geb. Simonis.

## Biografie
Hölscher betrieb nicht nur erfolgreich das 1824 von seinem Vater übernommene Geschäft, er betätigte sich auch in steigendem Umfang und über viele Jahrzehnte als Verleger. Neben zahlreichen Publikationen zum Mittelrhein, zu Mosel und Lahn wurde er vor allem durch die Herausgabe der zwischen 1837 und 1845 in fünf Lieferungen erschienenen imposanten Bände des Prinzen Maximilian zu Wied von dessen Reise in das Innere von Nord-America weithin bekannt. Außerdem brachte der Verlag Jakob Hölscher (auch: Jacob Hölscher) in Koblenz (auch: Coblenz) religiöse und sogar amtliche Texte verschiedener Behörden heraus. Daneben betrieb Jakob Hölscher am Jesuitenplatz 487/8 eine Buch- und Musikalienhandlung.
Hingewiesen sei auch auf gesellschaftlich-politische Aktivitäten dieses Verlegers, der unter anderem Abgeordneter des Provinziallandtags, Stadtverordneter der Stadt Koblenz und Handelsgerichtspräsident war. Vom 13. März 1858 bis zu seinem Tod war Hölscher Intendant des Musik-Instituts Koblenz.
Die Tätigkeit seines Verlags in Koblenz ist fast über 40 Jahre nachweisbar; der Firmenname bestand von 1808 bis ca. 1914, also rund 106 Jahre. Dadurch zählt er auch – zusammen mit Hériot, Hergt, Röhling, Krabben und Karl Baedeker (Bädeker) –  zu den großen Verlegern der Stadt Koblenz im 19. Jahrhundert, besonders auch im Zeitalter der Rheinromantik.
Jakob (Jacob) Hölscher darf allerdings nicht mit seinem Vater Hermann Joseph Hölscher, aber auch nicht mit seinem eigenen Sohn Ferdinand Hölscher verwechselt werden, der von 1862 bis 1887 das Verlagsunternehmen weiterführte. Danach gab es verschiedene Eigentümer unter allgemeinen Adressen wie „J. Hölscher“ bzw. „Verlag J. Hölscher“ – und das noch bis etwa 1914.

## Werke

### Mittelrhein, Mosel und Lahn
- Jac. Hoelscher (Vertrieb): GYMNASII REGII CATHOLICORUM CONFLUENTINI Explorationem publicam progressuum quos tirones et discipuli Gymnasii Regii Confluentini… [Königliches Gymnasium >Koblenz<] Druck bei B. Heriot, Confluentibus 1826–1828
- J. Hölscher: Johann Christian Friedrich Harless: Das Bad zu Bertrich im Grossherzogtum Niederrhein für Ärzte, Kurgäste und Freunde der Naturforschung (nach seinen physikalisch-chemischen Verhältnissen und nach seinen Heilkräften beschrieben) Coblenz 1827
- Hölscher (Hrsg.): Journal des rheinländischen Weinbaues für denkende Oekonomen. herausgegeben in Verbindung mit den vorzüglichsten Önologen der Nahe, der Mosel und der Aar. Coblenz 1827–1828
- Hölscher (Hrsg.): Ansicht von Lahnstein – [1] Bild Coblenz 1830
- Jakob Hölscher (Hrsg.): Malerische Ansichten der Mosel von Trier bis Coblenz. Nach der Natur gezeichnet von C. Bodmer. In acqua tinta geätzt von R. Bodmer . 24 Blätter  J. Hölscher, Koblenz 1831
- Jakob Hölscher (Hrsg.): Malerische Ansichten der Mosel von Trier bis Coblenz. Nach der Natur gezeichnet von Carl Bodmer, in aquatinta geätzt von Rudolf Bodmer. 3 Lieferungen mit insgesamt 24 Blättern. Koblenz 1831
- Jakob Hölscher (Hrsg.): Das Moselthal von Trier bis Coblenz. In malerischen Ansichten, nach der Natur gezeichnet von C. Bodmer, in acqua tinta geätzt von R. Bodmer. 30 Blätter. Koblenz 1831–1833
- Jakob Hölscher (Hrsg.): Malerische Ansicht von Nassau und Lahnstein, Gezeichnet von Carl Bodmer und gestochen von Rudolph Bodmer. Koblenz 1833
- Hölscher (Hrsg.): Archiv für Rheinische Geschichte. Erster Theil. Coblenz 1833
- Jakob Hölscher: Vincenz Jakob von Zuccamalglio: Die Mosel und ihre nächsten Umgebungen, von Coblenz  bis Trier: Ein Leitfaden für Reisende, IV, 92 S. Coblenz 1833, (in Koblenz nur 2 Seiten  vorhanden)
- Jakob Hölscher (Hrsg.): Panorama von Trier und dessen Umgebungen, Gezeichnet von Carl Bodmer und gestochen von Rudolph Bodmer. Koblenz 1833
- Jakob Hölscher (Hrsg.): Panorama von Trier und dessen Umgebungen nach der Natur gezeichnet nach C. Bodmer. Gestochen von Rudolf Bodmer. Koblenz [1833]
- Jakob Hölscher (Hrsg.): Panorama von Trier und dessen Umgebungen, nach der Natur gezeichnet von Carl Bodmer, in Aquatinta von Rudolph Bodmer, coloriert oder in Gouache gemalt, 50 × 10 1/2 Zoll. Koblenz 1833/34
- Hölscher (Hrsg.): Wanderer am Rheine und an der Mosel. [Wochenblatt], Coblenz 1834–1840
- Jakob Hölscher: L. K. E. Seidler: Das Moselthal zwischen Coblenz und Trier, als Erläuterung zu den  malerischen Ansichten [C. Bodmers 1831], nach der Natur gezeichnet von Carl Bodmer, in aqua tinta geätzt von Rudolph Bodmer. 30 Aquatintablätter. Koblenz 1836
- Jakob Hölscher (Hrsg.): Malerische Ansichten des Rheines und der Lahn. Nach der Natur aufgenommen von Carl Bodmer, gestochen von den vorzüglichsten Künstlern Frankreichs und der Schweiz  [R. Bodmer, Ruef, Salathé, Himely, Martin u. a.] Koblenz 1836/37
- Jakob Hölscher (Hrsg.): Ignaz Hub: Rheinisches Odeon [Zeitschrift]. Koblenz 1836–1837
- Hölscher (Hrsg.): Koblenz und seine Umgebungen in acht treu nach der Natur aufgenommenen Blättern von Carl Bodmer und Siegmund. In Aquatinta gestochen von Rudolph Bodmer, Martens und Vogel. Koblenz (o. J.)
- Jakob Hölscher (Hrsg.): Malerische Ansichten der Mosel in 30 Blättern, gezeichnet von Carl Bodmer und gestoßen von Rudolph Bodmer, Hegy und Anderen. Koblenz (o. J.)
- Jakob Hölscher: Christian Stramberg: Das Moselthal zwischen Zell und Konz, mit Städten, Ortschaften, Ritterburgen: historisch, topographisch. Koblenz 1837 – IV, 516 S.
- Jakob Hölscher (Hrsg.): Malerische Ansichten von Coblenz und dessen Umgebungen. in 8 treu nach der Natur aufgenommenen Blättern von Carl Bodmer und Siegmund, in aquatinta gestochen von Rudolph Bodmer, Martres und Vogler. Koblenz 1839
- J. Hölscher: Maximilian Prinz zu Wied: Reise in das Innere von Nord – America in den Jahren 1832 bis 1834. Erster Band. Mit 48 Kupfern, 33 Vignetten, vielen Holzschnitten und einer Charte. Coblenz 1839 (Von 1839–1845 sind dann  bei J. Hölscher insgesamt 2 Textbände und 1 Bildatlas mit Illustrationen von Karl Bodmer erschienen)
- Hölscher: W. Walter: Geographisch-statistischeDarstellung des Regierungsbezirks Coblenz nebst dem Herzogthum Nassau, Koblenz: Hölscher 1839
- Fr. Menk: Des Moselthal's Sagen, Legenden und Geschichten, nebst einem Reisehandbuch für Rheinreisende. [im Anhang Lithographien aus der Koblenzer Lithographen-Anstalt Heinrich Gerswein] J. Hölscher 1840
- Jakob Hölscher [Mitherausgeber für Eduard Marchand]: Der neue Führer auf der Rheinreise von Köln bis Mainz  oder Beschreibung der Städte, Flecken, Burgen und Dörfer, welche man auf dieser Reise antrifft, sowie der darin befindlichen Sehenswürdigkeiten; ein nützliches Handbuch für Alle, die diese Reise unternehmen. Von Ed. Marchand. Mit 32 Stahlstichen, welche die am meist malerischen und romantischen Ortschaften und Punkte darstellen. 1840. Köln bei Eduard Heinrigs und H. J. Gatti / Bonn bei Henry und Cohen / Koblenz bei J. Hölscher / Mainz bei Joh. Wirth. Köln, Bonn, Koblenz und Mainz 1840
- Jakob Hölscher [Mitherausgeber für Ed. Marchand]: Nouveau guide pour le voyage du Rhin depuis Cologne jusqu'à Mayence ou déscription des villes et des bourgs, des chateaux et des villages que l'on rencontre dans ce voyage, ainsi que des curiosités qui s'y trouvent. Manuel utile à tous ceux qui se proposent d'entreprendre ce voyage. Par Ed. Marchand. Orné de 32 gravures sur acier, qui representent les lieux et les points les plus pittoresque et romantiques. 1840. Cologne, chez Ed. Heinrings & H. J. Gatti / Bonn, chez Henry & Cohen / Coblence, chez J. Hölscher / Mayence, chez J. Wirth Cologne, Bonn, Coblence, Mayence 1840 (Volltext im Zentralen Verzeichnis Digitalisierter Drucke)
- J. Hölscher: Louis Avenarius: Der fröhliche Rheinländer: zur Unterhaltung von Gesellschaften, deren Tendenz Heiterkeit und Frohsinn ist. Koblenz 1840. 196 S.  Notenbeispiele.
- J. Hölscher: Louis Avenarius: Der fröhliche Rheinländer: zur Unterhaltung von Gesellschaften, deren Tendenz Heiterkeit und Frohsinn ist. Zweite vermehrte Auflage Coblenz 1840
- J. Hölscher (Hrsg.): Adreß-Handbuch der Stadt Coblenz. Coblenz 1840–1840
- J. Hölscher: Fr. Menk: Des Moselthal's Sagen, Legenden und Geschichten, nebst einem Reisehandbuch für Rheinreisende, [Im Anhang Lithographien aus der Koblenzer Litographen-Anstalt Heinrich Geswein], Koblenz: J. Hölscher 1840
- Jakob Hölscher (Hrsg.): Otto von Czarnowski (Text). Carl Bodmer (Graphik): Die Mosel und ihre nächsten Umgebungen von Metz bis Coblenz. Koblenz 1841
- J. Hölscher: Philipp Wirtgen: Flora des Regierungsbezirks Coblenz. Coblenz 1841
- J. Hölscher: Heinrich Beyer: Burg Stolzenfels – Ein Andenken für Rheinreisende: mit einer Ansicht in Stahlstich und vier Blättern mit gemalten Wappen. Coblenz 1842
- J. Hölscher (Hrsg.): Topographisch-statistische Übersicht des Regierungs-Bezirks Coblenz – nebst einem Ortschafts-Verzeichniß und einer Entfernungstabelle. Koblenz 1843
- J. Hölscher: Julius Wegeler: Die Burg Rheineck, ihre Grafen und Burggrafen, Koblenz: J. Hölscher 1852
- Hölscher: Das Kloster Ravengi[!]rsburg und seine Umgebungen: ein Beitrag zur älteren Geschichte des Hundsrückens. Koblenz (o. J.)
- Jacob Hölscher: Julius Wegeler: Der Heilbrunnen – in Verbindung mit dem Tönissteiner Brunnen: mit einer Ansicht. Vierte Auflage. Coblenz 1862

### Sonstige Publikationen
- J. Hölscher (Hrsg.): Zur Berichtigung der öffentlichen Meinung über die Veranlassung der von Verwandten des Johann Philipp Klingenschmidt in Kreuznach, gegen denselben […] Coblenz 1822 (?)
- Jacob Hölscher: Johannes Müller: Ueber die phantastischen Gesichtserscheinungen. Eine physiologische Untersuchung mit einer physiologischen Urkunde des Aristoteles über den Traum, den Philosophen und Ärzten gewidmet. [Johannes Müller (* 14. Juli 1801 in Koblenz; † 28. April 1858 in Berlin) war Professor der Medizin an der Universität Bonn, später in Berlin. Er war der spätere Schwager von Jacob Hölscher!] Coblenz [Koblenz], Jacob Hölscher, 1826, X, 117 S.
- Hölscher: Johannes Müller: Handbuch der Physiologie des Menschen für Vorlesungen. Bd. 1,  1. Abt. 1833, Bd. 1, 2. Abt. 1834, Bd. 1, 2. verbesserte Auflage 1835, Bd. 2  1. Abt.  und Bd. 1, 1. Abt. 3. verbesserte Auflage 1837,  Bd. 2,  2. Abt. und Bd. 1,  2. Abt. 3. verbesserte Auflage 1838,  Band 2, 3. Abt. 1840, Bd. 1 4. Aufl. Lieferung I 1841, Bd. 1 4. Aufl. Lieferung II 1843, Bd. 1 4. Aufl. Lieferung III. Dieses Handbuch war ein epochales Werk, das auf Vorschlag Alexander v. Humboldts vom König von Preußen mit der großen Medaille für Kunst und Wissenschaft ausgezeichnet wurde.
- Jakob Hölscher (Hrsg.): H. V. Bertolet: Geschichte der Einsetzung des Fronleichnamfestes mit dem Leben der glückseligen Juliana und Eva, die dessen Beförderungen waren – nebst der kurzen Geschichte der Einsetzung der berühmten Bruderschaft von der ewigen Anbetung des erhabenen Sakraments des Altars. Dritte Auflage, Coblenz 1842.
- J. Hölscher: v. Ehrenkreutz: Beschreibung des letzten russisch – türkischen Krieges vom Ausbruche desselben bis zum Frieden von Adrianopel – nebst einigen kurzen biographischen Schilderungen der berühmtesten Helden dieser Periode. Coblenz 1831
- J. Hölscher (Hrsg.) Der erste October und seine Nachkommenschaft oder Erinnerung an das erste Auftreten des Jungcatholicismus in – überhaupt und zunächst an die feierliche Einweihung der Etablissements der Ronge-Czerski'schen Schneidemühl-Compagnie zu Kreuznach, Saarbrücken, Meisenheim, Oberstein und Hollenbach. Coblenz 1847, gedruckt bei L. Pauli